# Município de Somerset (condado de Belmont, Ohio)
O município de Somerset (em inglês: Somerset Township) é um município localizado no condado de Belmont no estado estadounidense de Ohio. No ano de 2010 tinha uma população de 1.245 habitantes e uma densidade populacional de 13,82 pessoas por km².

## Geografia
O município de Somerset encontra-se localizado nas coordenadas 39° 54′ 19″ N, 81° 11′ 00″ O. Segundo a Departamento do Censo dos Estados Unidos, o município tem uma superfície total de 90.11 km², da qual 89,47 km² correspondem a terra firme e (0,71 %) 0,64 km² é água.

## Demografia
Segundo o censo de 2010, tinha 1.245 habitantes residindo no município de Somerset. A densidade populacional era de 13,82 hab./km². Dos 1.245 habitantes, o município de Somerset estava composto pelo 98,15 % brancos, o 0,48 % eram afroamericanos e o 1,37 % eram de uma mistura de raças. Do total da população o 0,08 % eram hispanos ou latinos de qualquer raça.